# Midland Tennis Classic
Il Midland Tennis Classic è un torneo professionistico di tennis giocato su campi in cemento indoor. Ha fatto parte dell'ITF Women's Circuit dal 1994 al 2020, mentre dal 2021 è diventato di categoria WTA 125. Si gioca annualmente a Midland negli Stati Uniti d'America.

## Albo d'oro

### Singolare
| Anno | Categoria    | Campionessa          | Finalista            | Punteggio           |
| ---- | ------------ | -------------------- | -------------------- | ------------------- |
| 1994 | ITF $25,000  | Brenda Schultz       | Meredith McGrath     | 6–2, 1–0 rit.       |
| 1995 | ITF $25,000  | Chanda Rubin         | Brenda Schultz       | 6–3, 6–2            |
| 1996 | ITF $50,000  | Anna Kournikova      | Lindsay Lee          | 7–6, 6–1            |
| 1997 | ITF $50,000  | Kimberly Po          | Meilen Tu            | 6–2, 6–3            |
| 1998 | ITF $50,000  | Alexandra Stevenson  | Samantha Reeves      | 7–6, 6–1            |
| 1999 | ITF $50,000  | Anne Kremer          | Tara Snyder          | 3–6, 6–1, 7–5       |
| 2000 | ITF $25,000  | Nicole Pratt         | Yuka Yoshida         | 6–4, 6–3            |
| 2001 | ITF $75,000  | Cho Yoon-jeong       | Tara Snyder (2)      | 6–3, 6–1            |
| 2002 | ITF $75,000  | Li Na                | Mashona Washington   | 6–1, 6–2            |
| 2003 | ITF $75,000  | Bianka Lamade        | Laura Granville      | 6–3, 1–6, 6–4       |
| 2004 | ITF $75,000  | Jill Craybas         | Nicole Vaidišová     | 6–2, 6–4            |
| 2005 | ITF $75,000  | Laura Granville      | Cho Yoon-jeong       | 6–3, 3–6, 7–6(6)    |
| 2006 | ITF $75,000  | María Emilia Salerni | Vasilisa Bardina     | 6–3, 3–6, 6–4       |
| 2007 | ITF $75,000  | Jill Craybas (2)     | Laura Granville (2)  | 2–6, 6–3, 6–3       |
| 2008 | ITF $75,000  | Laura Granville (2)  | Ashley Harkleroad    | 6–1, 6–1            |
| 2009 | ITF $75,000  | Lucie Hradecká       | Eléni Daniilídou     | 6–3, 6–3            |
| 2010 | ITF $100,000 | Elena Baltacha       | Lucie Hradecká       | 5–7, 6–2, 6–3       |
| 2011 | ITF $100,000 | Lucie Hradecká (2)   | Irina Falconi        | 6-4, 6-4            |
| 2012 | ITF $100,000 | Vol'ha Havarcova     | Magdaléna Rybáriková | 6–3, 6(8)–7, 7–6(5) |
| 2013 | ITF $100,000 | Lauren Davis         | Ajla Tomljanović     | 6–3, 2–6, 7–6(2)    |
| 2014 | ITF $100,000 | Heather Watson       | Ksenija Pervak       | 6–4, 6–0            |
| 2015 | ITF $100,000 | Tatjana Maria        | Louisa Chirico       | 6–2, 6–0            |
| 2016 | ITF $100,000 | Naomi Broady         | Robin Anderson       | 6(6)–7, 6–0, 6–2    |
| 2017 | ITF $100,000 | Tatjana Maria (2)    | Naomi Broady         | 6–4, 6(6)–7, 6–4    |
| 2018 | ITF $100,000 | Madison Brengle      | Jamie Loeb           | 6–1, 6–2            |
| 2019 | ITF $100,000 | Caty McNally         | Jessica Pegula       | 6–2, 6–4            |
| 2020 | ITF $100,000 | Shelby Rogers        | Anhelina Kalinina    | w/o                 |
| 2021 | WTA 125      | Madison Brengle (2)  | Robin Anderson (2)   | 6–2, 6–4            |
| 2022 | WTA 125      | Caty McNally (2)     | Anna-Lena Friedsam   | 6–3, 6–2            |
| 2023 | WTA 125      | Anna Kalinskaja      | Jana Fett            | 7–5, 6–4            |
| 2024 | WTA 125      | Rebecca Marino       | Alycia Parks         | 6–2, 6–1            |

### Doppio
| Anno | Categoria    | Campionesse                          | Finaliste                            | Punteggio            |
| ---- | ------------ | ------------------------------------ | ------------------------------------ | -------------------- |
| 1994 | ITF $25,000  | Erica Adams Jeri Ingram              | Tracey Morton Vickie Paynter         | 6–1, 5–7, 6–4        |
| 1995 | ITF $25,000  | Chanda Rubin Brenda Schultz          | Laxmi Poruri Varalee Sureephong      | 6–3, 6–2             |
| 1996 | ITF $50,000  | Angela Lettiere Corina Morariu       | Katrina Adams Debbie Graham          | 7–6, 7–6             |
| 1997 | ITF $50,000  | Angela Lettiere (2) Nana Miyagi      | Janet Lee Lindsay Lee                | 6–3, 6–2             |
| 1998 | ITF $50,000  | Catherine Barclay Kerry-Anne Guse    | Vol'ha Barabanščikava Erika deLone   | 6–2, 6–4             |
| 1999 | ITF $50,000  | Liezel Horn Samantha Smith           | Kirstin Freye Sonya Jeyaseelan       | 7–6, 0–6, 7–5        |
| 2000 | ITF $25,000  | Esmé de Villiers Rika Hiraki         | Surina de Beer Tzipora Obziler       | 6–1, 1–6, 6–1        |
| 2001 | ITF $75,000  | Yvette Basting Olena Tatarkova       | Jennifer Hopkins Petra Rampre        | 3–6, 7–6(4), 6–4     |
| 2002 | ITF $75,000  | Janet Lee Olena Tatarkova (2)        | Maria Geznenge Michaela Paštiková    | 6–1, 6–3             |
| 2003 | ITF $75,000  | Teryn Ashley Abigail Spears          | Bethanie Mattek Shenay Perry         | 6–1, 4–6, 6–4        |
| 2004 | ITF $75,000  | Sofia Arvidsson Åsa Svensson         | Allison Baker Tara Snyder            | 7–6(5), 6–2          |
| 2005 | ITF $75,000  | Julija Bejhel'zymer Kelly McCain     | Anna Bastrikova Iryna Kurjanovič     | 6–2, 6–4             |
| 2006 | ITF $75,000  | Milagros Sequera Meilen Tu           | María José Argeri Letícia Sobral     | 4–6, 7–5, 6–4        |
| 2007 | ITF $75,000  | Laura Granville Abigail Spears (2)   | Maureen Drake Stéphanie Dubois       | 6–4, 3–6, 6–3        |
| 2008 | ITF $75,000  | Ashley Harkleroad Shenay Perry       | Surina de Beer Rika Fujiwara         | 3–6, 6–4, [10–6]     |
| 2009 | ITF $75,000  | Chen Yi Rika Fujiwara                | Melinda Czink Lindsay Lee-Waters     | 7–5, 7–6(5)          |
| 2010 | ITF $100,000 | Laura Granville (2) Lucie Hradecká   | Lilia Osterloh Anna Tatišvili        | 7–6(2), 3–6, [12–10] |
| 2011 | ITF $100,000 | Jamie Hampton Anna Tatišvili         | Irina Falconi Alison Riske           | w/o                  |
| 2012 | ITF $100,000 | Andrea Hlaváčková Lucie Hradecká (2) | Vesna Dolonc Stéphanie Foretz Gacon  | 7–6(4), 6–2          |
| 2013 | ITF $100,000 | Melinda Czink Mirjana Lučić-Baroni   | Maria Fernanda Alves Samantha Murray | 5–7, 6–4, [10–7]     |
| 2014 | ITF $100,000 | Anna Tatišvili (2) Heather Watson    | Sharon Fichman Maria Sanchez         | 7–5, 5–7, [10–6]     |
| 2015 | ITF $100,000 | Julie Coin Emily Webley-Smith        | Jacqueline Cako Sachia Vickery       | 4–6, 7–6(4), [11–9]  |
| 2016 | ITF $100,000 | Catherine Bellis Ingrid Neel         | Naomi Broady Shelby Rogers           | 6–2, 6–4             |
| 2017 | ITF $100,000 | Ashley Weinhold Caitlin Whoriskey    | Kayla Day Caroline Dolehide          | 7–6(1), 6–3          |
| 2018 | ITF $100,000 | Kaitlyn Christian Sabrina Santamaria | Jessica Pegula Maria Sanchez (2)     | 7–5, 4–6, [10–8]     |
| 2019 | ITF $100,000 | Vol'ha Havarcova Valerija Savinych   | Coco Gauff Ann Li                    | 6–4, 6–0             |
| 2020 | ITF $100,000 | Caroline Dolehide Maria Sanchez      | Valerija Savinych Yanina Wickmayer   | 6–3, 6–4             |
| 2021 | WTA 125      | Harriet Dart Asia Muhammad           | Peangtarn Plipuech Aldila Sutjiadi   | 6–3, 2–6, [10–7]     |
| 2022 | WTA 125      | Asia Muhammad (2) Alycia Parks       | Anna-Lena Friedsam Nadiia Kičenok    | 6–2, 6–3             |
| 2023 | WTA 125      | Hailey Baptiste Whitney Osuigwe      | Sophie Chang Ashley Lahey            | 2–6, 6–2, [10–1]     |
| 2024 | WTA 125      | Emily Appleton Maia Lumsden          | Ariana Arseneault Mia Kupres         | 6–2, 4–6, [10–5]     |